# ديفيد ر. نيلسون
ديفيد ر. نيلسون (بالإنجليزية: David R. Nelson)‏ هو سياسي أمريكي، ولد في 14 ديسمبر 1937. حزبياً، نشط في الحزب الديمقراطي. وقد انتخب عضو مجلس نواب ماساتشوستس.